# ピー・シー・エル映画製作所
株式会社ピー・シー・エル映画製作所（ピー・シー・エルえいがせいさくしょ、P.C.L.、1933年12月5日 設立 - 1937年9月10日 合併）は、かつて東京に存在した映画会社である。第二次世界大戦前、トーキーの撮影・録音用の貸しスタジオとラボをもつ写真化学研究所の子会社として設立され、先駆的なトーキー映画を製作した。東宝の前身の1社となったことで知られる。P.C.L.映画製作所とも表記される。
P.C.L.とは、Photo Chemical Laboratoryの略である。

## 略歴・概要

### 先駆的トーキー専門会社
1929年（昭和4年）に増谷麟、植村泰二らが「写真化学研究所」（Photo Chemical Laboratory、略称P.C.L.）を設立、現像とトーキーの録音機材の研究と、録音の請負を始めるが、いまだ日本のトーキーは実験段階であり、多くはサイレント映画をつくりつづけていた。1932年（昭和7年）10月25日、東京府北多摩郡砧村（現在の東京都世田谷区成城）に2つのステージを持つ貸しスタジオ（現在の東宝スタジオの一部）を建設。『音楽喜劇 ほろよひ人生』『純情の都』の製作を経て、翌1933年（昭和8年）12月5日に自社製作をすべく設立したのが、この「株式会社ピー・シー・エル映画製作所」である。製作部長には森岩雄を迎えた。同時に森が主宰する映画青年の集まりである「金曜会」のメンバー・谷口千吉・亀井文夫・本多猪四郎らが森に誘われ入社した。
森の手動によりプロデューサー・システム、予算制度、スタッフ・キャストの契約制度など、旧態然とした日本映画界を打破すべく数々の新制度を導入しており、最新の機材や新鋭の人材が多く集まった。
設立第1作は、同年末に公開されたアニメーション映画の『動絵狐狸の達引』、実写第1作は、翌1934年（昭和9年）1月5日に公開された木村監督の『只野凡児 人生勉強』ということになる。
なかなかヒット作に恵まれず、新聞では「語るに足る作品を持たない」会社と評されたものの、1935年に公開された成瀬巳喜男監督による『妻よ薔薇のやうに』は高い評価を受け、第12回（1935年度）キネマ旬報ベスト・テン日本映画ベスト・テン第1位となった。

### 合併して東宝へ
1937年（昭和12年）8月26日、同社とその親会社の「写真化学研究所」、京都の大沢商会の映画スタジオである「J.O.スタヂオ」、阪急資本による配給会社「東宝映画配給」の4社が合併し、東宝映画が設立される。旧J.O.スタヂオは「東宝映画京都撮影所」、旧ピー・シー・エル映画製作所および旧写真化学研究所が同東京撮影所となった。当初は京都が時代劇、東京が現代劇という分担だったが、東京の施設を拡充、時代劇も東京が製作するようになり、「東宝映画京都撮影所」は1941年（昭和16年）に閉鎖された。1943年（昭和18年）には「東宝映画」は「東京宝塚劇場」と合併し、現在の東宝となった。
戦後、1951年（昭和26年）3月16日、増谷麟と植村泰二とが、再度「株式会社写真化学研究所」を設立、1970年（昭和45年）、ソニー傘下に入り、社名を「ソニーPCL株式会社」と変更し、こちらも現在に至る。

## 役員
- 代表取締役：植村泰二
- 取締役：山本留次（1936年10月まで）、大橋武雄、阿南正茂、増谷麟、森岩雄
- 監査役：福島茂富、植村金吾